# Rhabdomiris striatellus
Rhabdomiris striatellus är en art i familjen ängsskinnbaggar som förekommer i Eurasien. Arten finns huvudsakligen i träd av eksläktet.
Djuret har en oval kroppsform och blir 7 till 8,5 millimeter lång. Kroppens grundfärg är gul till rödbrun. På de gula vingarna finns svart-vita mönster och ibland är vingarna helt svarta. Extremiteterna och antennerna är vanligen rödbruna. Mörka individer kan lätt förväxlas med den tydlig större arten Miris striatus.
Artens utbredningsområde sträcker sig över nästan hela Europa med undantag av de allra nordligaste delarna och det sydligaste Medelhavsområde. Levnadsområdet fortsätter österut över Anatolien till Kaukasus. Djuret vistas främst i träd av eksläktet.
Larver av Rhabdomiris striatellus livnär sig av vätskor från ekens blommor och frukter. Vuxna individer äter däremot animaliska ämnen som bladlöss och larver av andra insekter. Mellan maj och juni hittas dessa ängsskinnbaggar även vid andra lövträd eller på barrväxter. Arten övervintrar i äggstadiet. Larvarna kläcks ofta i början av maj. Från och med juni lägger honorna äggen i ekens blomställning.